# Horst Schöne

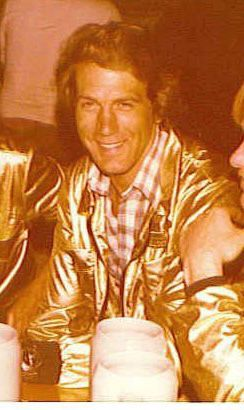
Horst Schöne, 1979

Horst Schöne (* 4. Dezember 1943 in Allagen) ist ein ehemaliger deutscher Autorennfahrer, Rennleiter und Organisator von Autorennen.

## Leben
Schöne war von 1969 bis 1980 im aktiven Motorsport zu Hause und fuhr mehr als 200 Rennen. Über seinen Heimatclub MSC Oberruhr kam er über Rallyes und Rundstreckenrennen zum Bergrennen. 1978 wurde er mit seinem Tourenwagen 2l-BMW 320 hinter Jacques Alméras in der Gruppe B Vize der Europa-Bergmeisterschaft.
Schöne fuhr ohne Rennstall und finanzierte seine Rennen als Privatfahrer. Die Warsteiner Brauerei unterstützte ihn als Sponsor, sein Arbeitgeber Siemens mit Sonderurlauben. Er war befreundet mit dem italienischen Rennfahrer Mauro Nesti.
Seine aktive Phase endete aus Rücksicht auf seine Familie 1980, danach betätigte er sich als Renn- und technischer Leiter und Organisator für verschiedenste nationale und internationale Rennveranstaltungen in Deutschland, Italien und Frankreich. Er rief die Sauerland-Bergpreis-Historic-Gleichmäßigkeitsprüfung in Leben. Die Strecke zwischen Nuttlar und Kallenhardt gilt wegen ihrer 16 Kurven als ideal für den Bergrennsport.  

## Privates
Schöne lebt in Allagen, ist in zweiter Ehe verheiratet und hat eine Tochter aus erster Ehe.